# 169
169 је била проста година.

## Догађаји
- Маркомански ратови: Германска племена настављају најезду на границе Римског царства, посебно у провинцијама Реција и Мезија.
- Марко Аурелије након смрти Луција Вера постаје једини владар Римског царства; настојећи да консолидује свој режим, тера своју ћерку Лусилу да се уда за Клаудија Помпејана.
- Маври из северне Африке нападају римску Хиспанију.
- Гален се враћа у Рим.

## Смрти
- 23. јануар — Луције Вер, римски цар (р. 130)